# Фіш-Кемп (Каліфорнія)
Фіш-Кемп (англ. Fish Camp) — переписна місцевість (CDP) в США, в окрузі Маріпоса штату Каліфорнія. Населення — 49 осіб (2020).

## Географія
Фіш-Кемп розташований за координатами 37°28′57″ пн. ш. 119°38′25″ зх. д. / 37.48250° пн. ш. 119.64028° зх. д. (37.482506, -119.640393).  За даними Бюро перепису населення США в 2010 році переписна місцевість мала площу 2,35 км², з яких 2,34 км² — суходіл та 0,01 км² — водойми.

### Клімат
Громада знаходиться у зоні, котра характеризується середземноморським кліматом. Найтепліший місяць — липень із середньою температурою 18.7 °C (65.7 °F). Найхолодніший місяць — січень, із середньою температурою 2.2 °С (36 °F).
| Клімат Фіш-Кемпа        | Клімат Фіш-Кемпа | Клімат Фіш-Кемпа | Клімат Фіш-Кемпа | Клімат Фіш-Кемпа | Клімат Фіш-Кемпа | Клімат Фіш-Кемпа | Клімат Фіш-Кемпа | Клімат Фіш-Кемпа | Клімат Фіш-Кемпа | Клімат Фіш-Кемпа | Клімат Фіш-Кемпа | Клімат Фіш-Кемпа | Клімат Фіш-Кемпа |
| Показник                | Січ.             | Лют.             | Бер.             | Квіт.            | Трав.            | Черв.            | Лип.             | Серп.            | Вер.             | Жовт.            | Лист.            | Груд.            | Рік              |
| Абсолютний максимум, °C | 22,2             | 22,8             | 25,6             | 28,3             | 31,7             | 36,7             | 38,3             | 38,9             | 36,7             | 32,2             | 26,7             | 25,6             | 38,9             |
| Середній максимум, °C   | 7,9              | 8,8              | 10,2             | 13,5             | 18,4             | 23,3             | 27,8             | 27,4             | 24,4             | 18,8             | 12,4             | 8,8              | 16,8             |
| Середня температура, °C | 2,2              | 2,9              | 3,9              | 6,5              | 10,7             | 14,9             | 18,7             | 18,3             | 15,7             | 10,8             | 5,8              | 2,9              | 9,4              |
| Середній мінімум, °C    | −3,5             | −3,1             | −2,3             | −0,5             | 2,9              | 6,5              | 9,7              | 9,2              | 6,9              | 2,9              | −0,9             | −3,1             | 2,1              |
| Абсолютний мінімум, °C  | −19,4            | −17,2            | −16,1            | −11,1            | −9,4             | −4,4             | −0,6             | −1,1             | −5               | −10              | −15              | −20,6            | −20,6            |
| Норма опадів, мм        | 217              | 184              | 165              | 96               | 44               | 15               | 3                | 2                | 16               | 59               | 130              | 179              | 1111             |
| Днів з опадами          | 9                | 8                | 9                | 7                | 5                | 2                | 1                | 1                | 2                | 4                | 7                | 8                | 63               |
| ----------------------- | ---------------- | ---------------- | ---------------- | ---------------- | ---------------- | ---------------- | ---------------- | ---------------- | ---------------- | ---------------- | ---------------- | ---------------- | ---------------- |
| Джерело: Weatherbase    |                  |                  |                  |                  |                  |                  |                  |                  |                  |                  |                  |                  |                  |

## Демографія
Згідно з переписом 2010 року, у переписній місцевості мешкало 59 осіб у 31 домогосподарстві у складі 14 родин. Густота населення становила 25 осіб/км².  Було 153 помешкання (65/км²).
Расовий склад населення:
| - 96,6 % — білих - 1,7 % — азіатів |

До двох чи більше рас належало 1,7 %. Частка іспаномовних становила 5,1 % від усіх жителів.
За віковим діапазоном населення розподілялося таким чином: 15,3 % — особи молодші 18 років, 61,0 % — особи у віці 18—64 років, 23,7 % — особи у віці 65 років та старші. Медіана віку мешканця становила 49,2 року. На 100 осіб жіночої статі у переписній місцевості припадало 90,3 чоловіків;  на 100 жінок у віці від 18 років та старших — 117,4 чоловіків також старших 18 років.
Цивільне працевлаштоване населення становило 22 особи. Основні галузі зайнятості: мистецтво, розваги та відпочинок — 100,0 %.